# 赤科山福德祠
赤科山福德祠，或赤科山土地廟，台灣花蓮縣玉里鎮觀音里赤科山區的土地公廟之一。:8

## 沿革
花蓮縣玉里鎮赤科山隸屬海岸山脈，山區行政規劃入觀音里為主，少部份歸分在松浦里及東豐里境內。:7赤科山聚落屬於玉里鎮觀音里第九鄰，座落於山區峰頂海拔約800公尺至1200公尺的丘陵台地上，同時種植面積廣達300公頃的金針花園區，在每年七、八月夏季盛開，風景美不勝收、吸引旅人如織，為台灣聲名遠播的觀光景點。
赤科山區住民根據2013年2月資料為60戶300人左右，居民多以務農為主，「土地公」為當地居民主要信仰，根據耆老表示，從前農作歉收、常有天災禍害，居民苦不堪言，但自從起建福德祠、迎奉土地公入廟安座之後，災損漸漸減少，收成漸趨穩定，生活風調雨順，居民皆言有賴土地公之庇蔭。每年農曆十月初九，赤科山土地廟管理委員會皆會舉辦建廟紀念的慶典活動，舉凡赤科山的居民皆會準備牲禮，延請布袋戲團表演酬神，並辦桌邀請訪客共襄盛舉，以感謝土地公一年來的庇佑。:8

## 圖輯

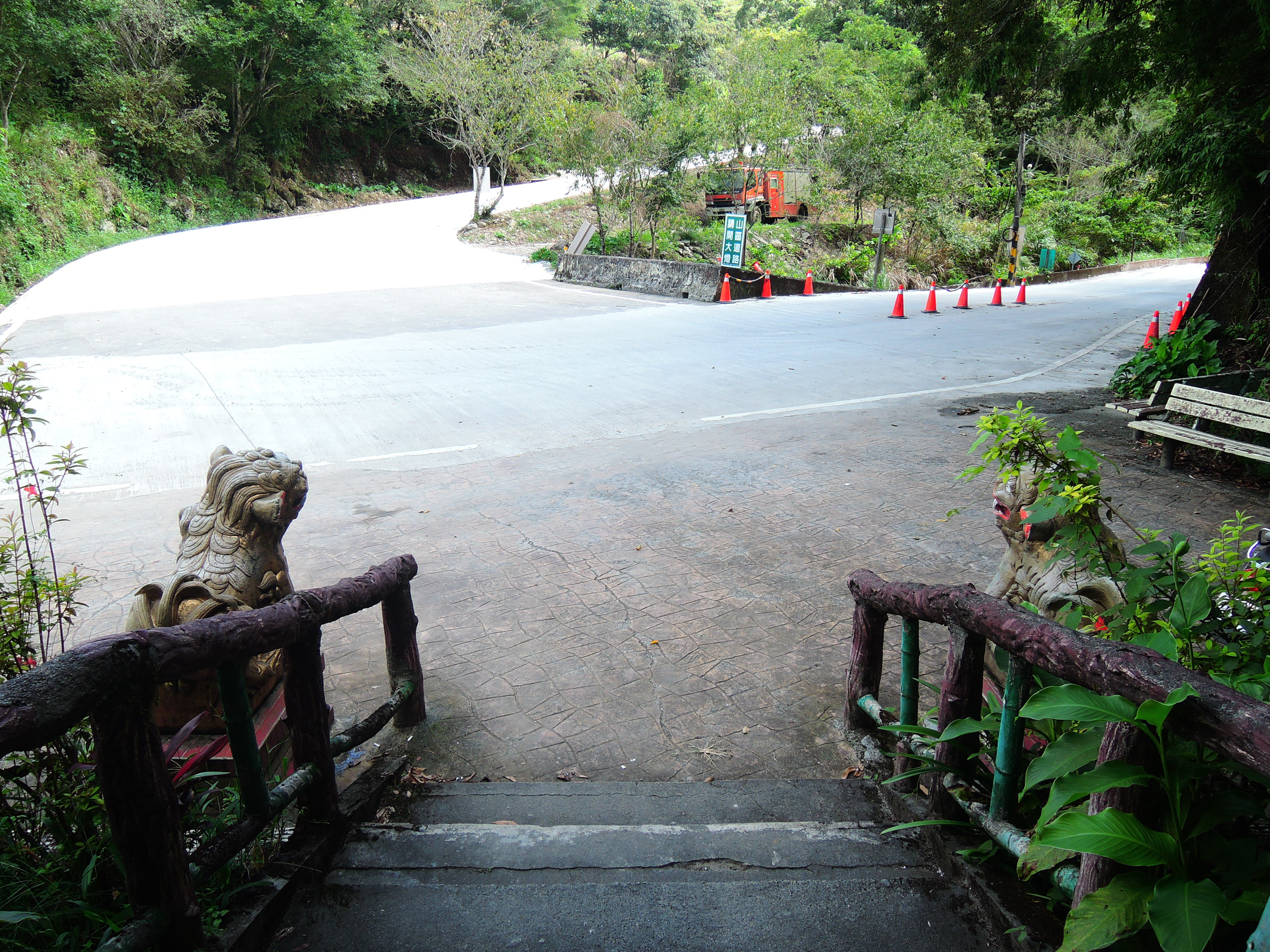
廟埕
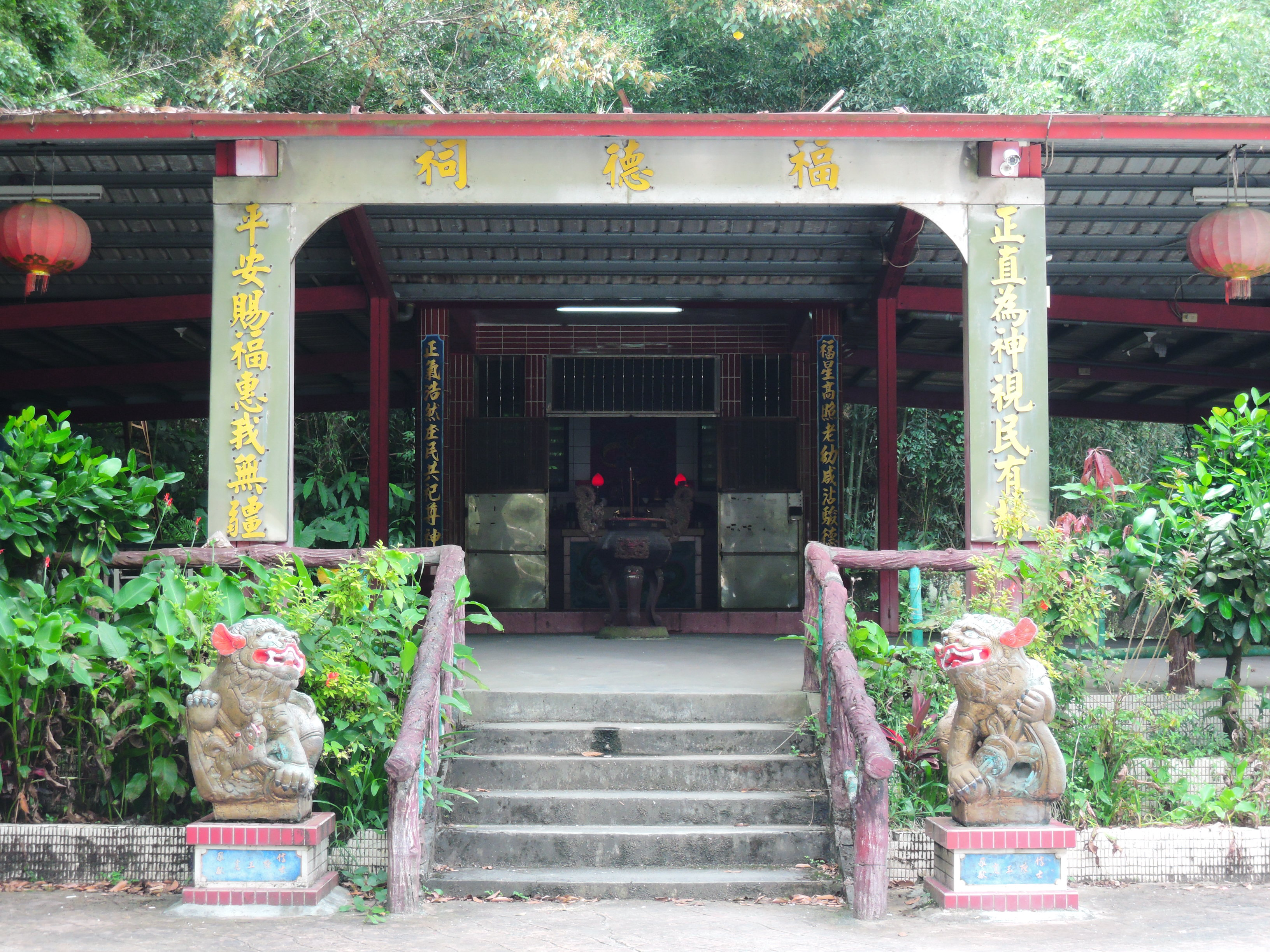
立面
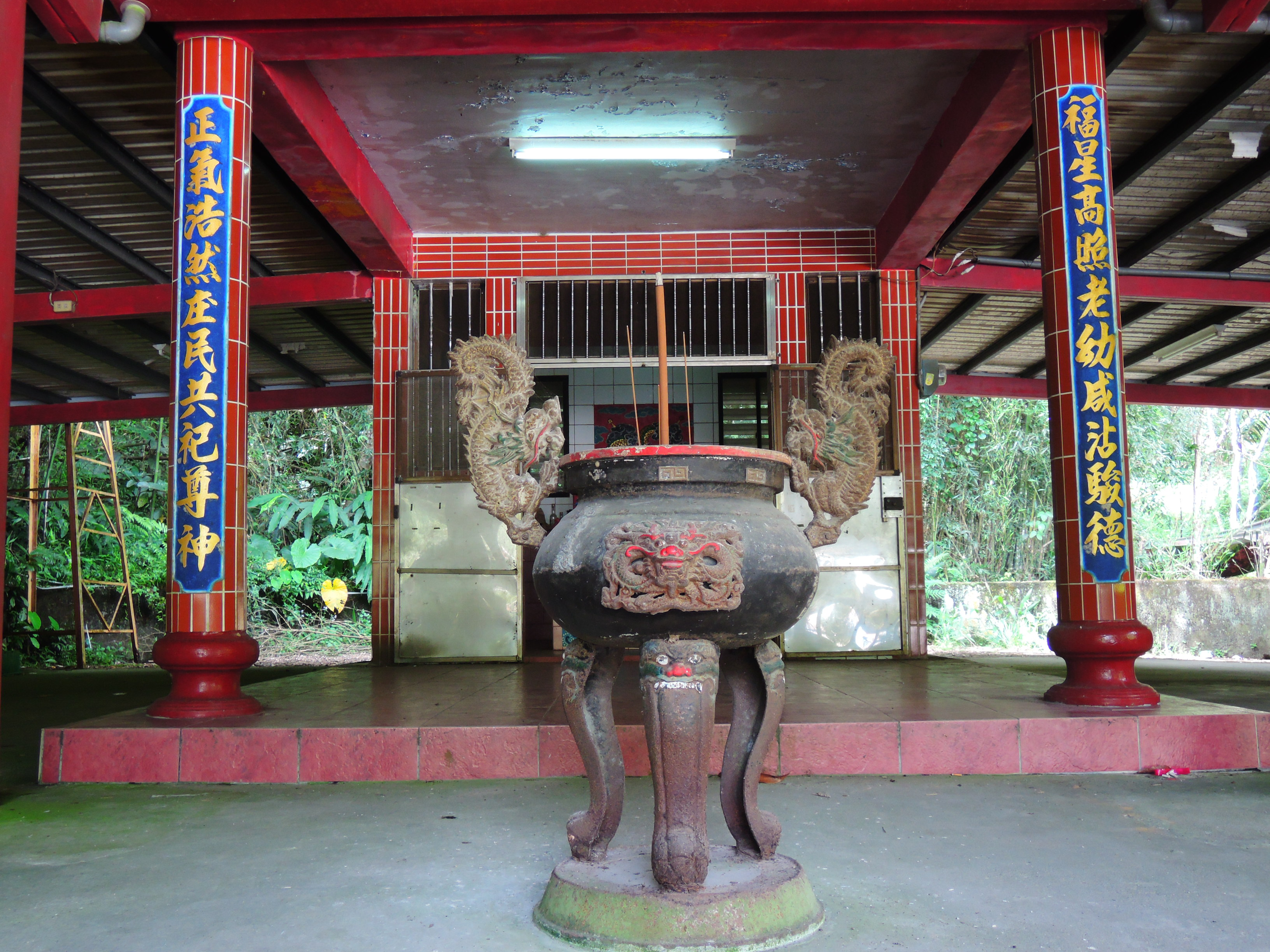
朝天爐
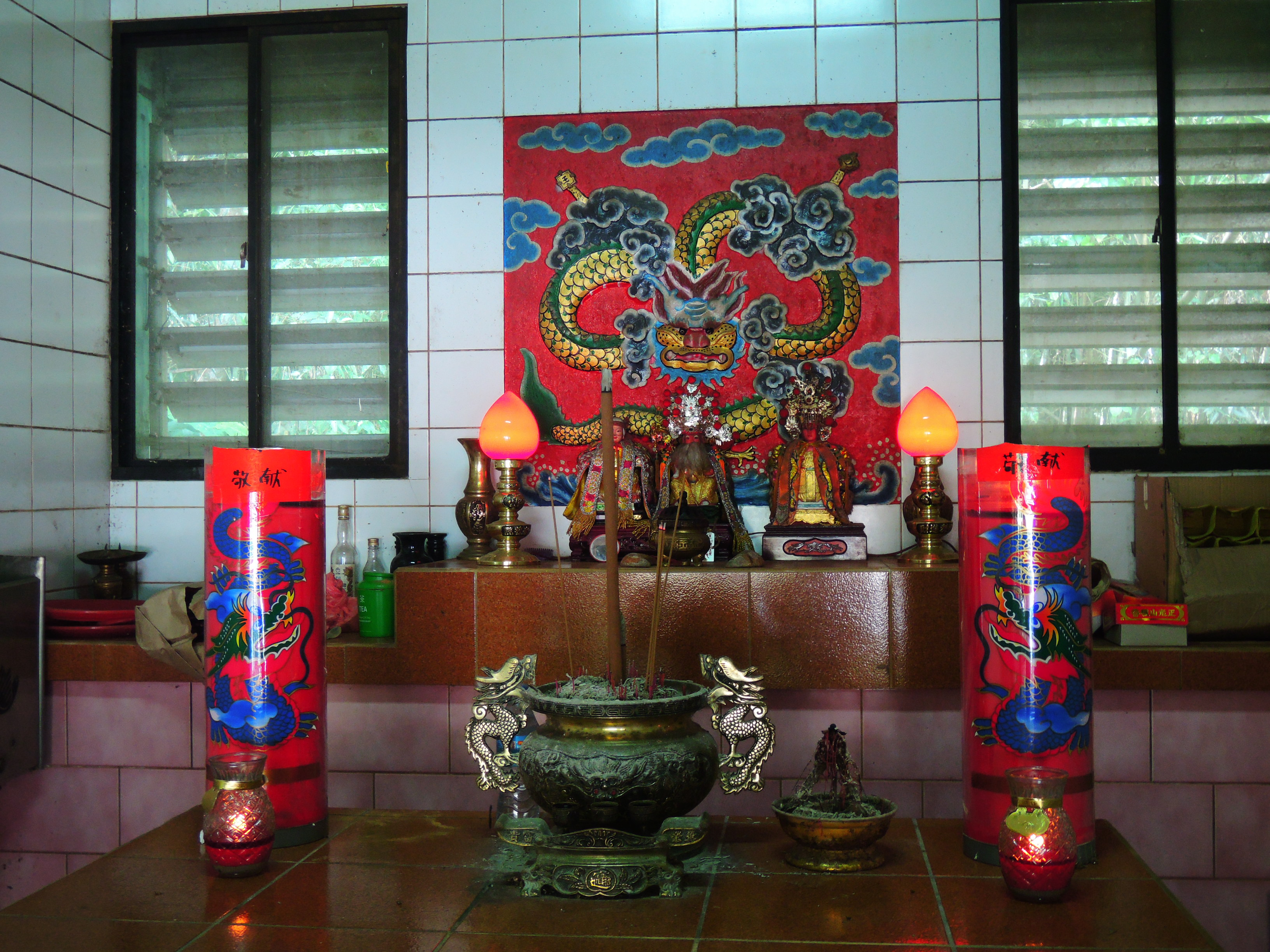
神明廳
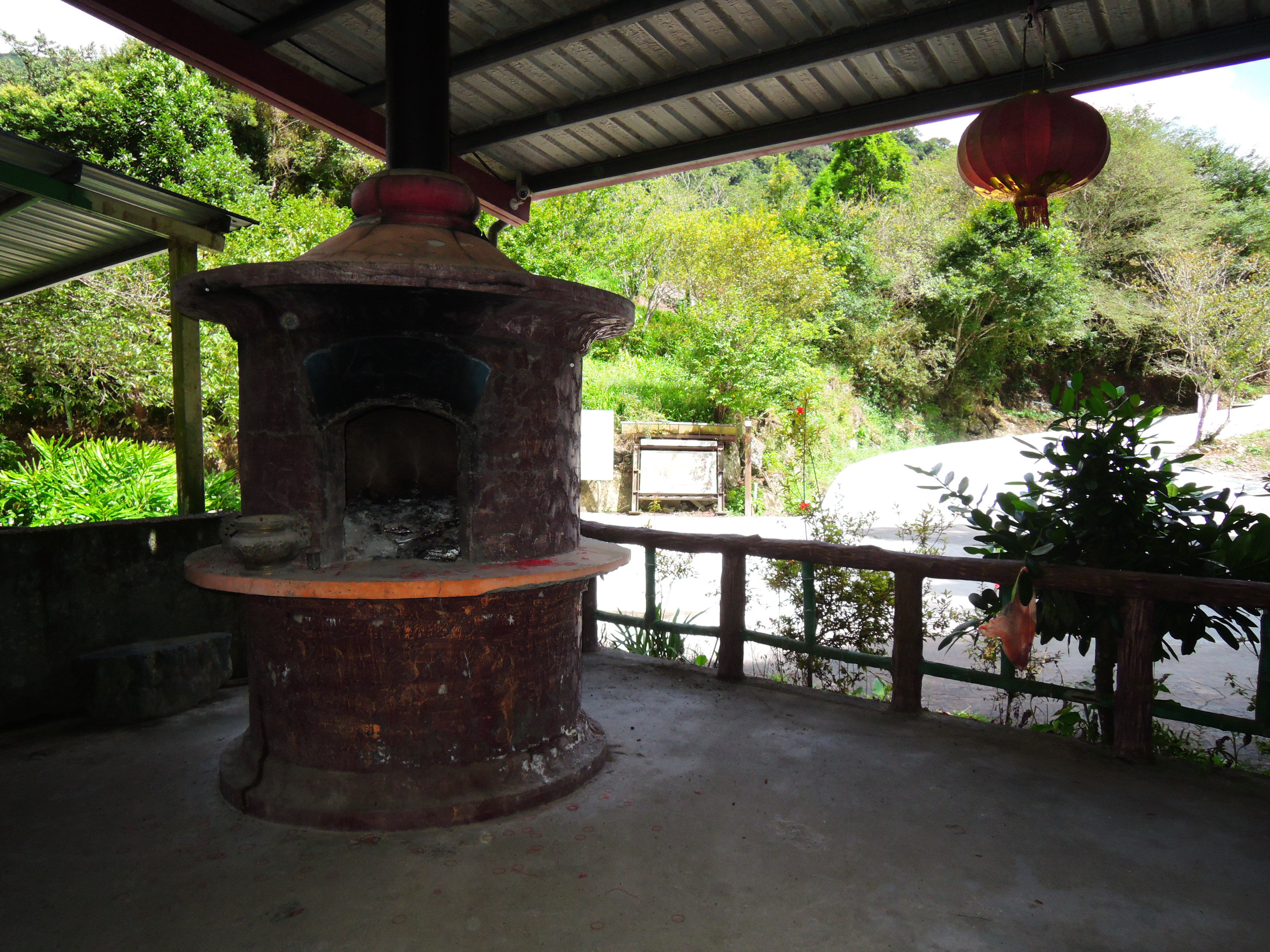
金爐
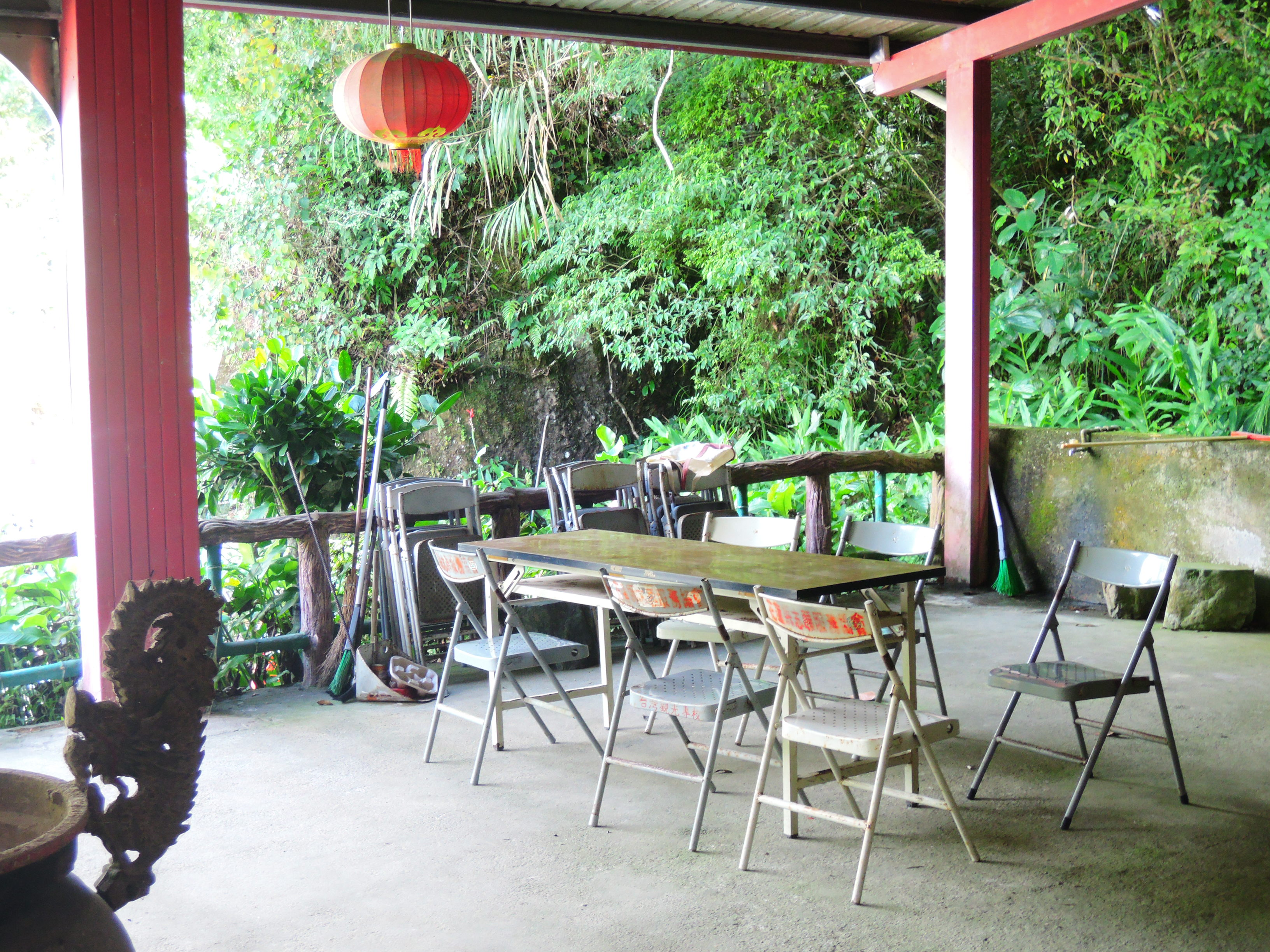
座椅